# داود غفارزادكان
داود غفارزادكان (بالفارسية: داوود غفارزادگان) مؤلف وروائي إيراني، تمت ترجمة روايته الحربية إلى الإنجليزية، استمر في الكتابة لأكثر من عقدين لجميع الفئات العمرية.  

## الحياة الشخصية
وُلد غفارزادكان في أردبيل في 2 أكتوبر 1959، وأتم دراسته في كلية أردبيل الابتدائية للمعلمين عام 1977. ثم عمل مدرسا في قرى أردبيل. نُشر أول عمل له في عام 1980 انتقل إلى طهران في عام 1988 ليعمل في مكتب نشر تعليمي، في الوقت الحالي هو متقاعد ويعيش في طهران . 

## مجال الكتابة والتأليف
كتب غفارزداكان قصصًا حول مواضيع مختلفة لجمهور متنوع على مدى عقدين، وحصل على جائزة قصة الأدب العشرين بعد عمله «نحن الثلاثة».  تم نشر روايته رؤى الحظ في الدم من قِبل جامعة تكساس الأمريكية.  حصل هذا الكتاب على جائزة في مهرجان ربع قرن من كتب الدفاع المقدس في فئة الرواية، تُرجمت له عدة قصائد إلى العربية عبر مجلة شيراز

### المؤلفات الموجهة للأطفال والمراهقين
- الطيار الصغير / حلبان كو سكول / قصة أطفال
- رواية سانغ عندزان غار كبود \ مراهقة
- الغناء منتصف الليل رواية
- الرافعات الطائرة \ برواز دورناها \ رواية مراهقة
- ثمانية أبطال مسنّين وسبعة شبان \ حشت بهلوان بير بيرت هافت بيسار جافان \ قصة مراهقة
- فصل الشتاء على الطريق
- الحمام والخناجر
- الضيوف غير المدعوين
- الخير والشر
- حكاية الحوت الأزرق
- وحش حجري
- قصة لوحة غير مكتملة
- زهرة السيقان الخضراء \ جولي باراي صاغية سابز
- أشجار النخيل والرماح \ نخلاء النزهة
- يولد الحمام في قفص \ كابوتار دار غافاس يكون دنيا مياناند

### المؤلفات الموجهة للبالغين
- أيوب في الليل \ شاب أيوب \ قصة طويلة
- الظلال والليل الطويل / قصة صايحة وشاب دراز \ قصة طويلة
- نحن ثلاث قصص
- سر وفاة السيد مير / راز غاتل أغا مير / قصص مجمعة
- الفتيات الخائفات \ قصص مجمعة
- كتاب اعتراف غير مسمى / كتاب بي نام إعترافات / رواية
- الوقوف تحت خطوط الكهرباء عالية الجهد / استادان زير داكال برغ فشار ف غافي \ قصص مجمعة
- حفر هافاي
- كابوس البيت / كابوسخانة
- الرجل الذي أراده الله ميتاً